# Cersosimo
Cersosimo  község (comune) Olaszország Basilicata régiójában, Potenza megyében.

## Fekvése
A megye délkeleti részén fekszik. Határai: San Paolo Albanese, Noepoli, San Giorgio Lucano, Oriolo, Alessandria del Carretto és Castroregio.

## Története
A települést az i.e. 4. században alapították az oszkok. Később a Dél-Itáliában megtelepedő görögök fennhatósága alá került. A görögök és a rómaiak állandó szembenállása miatt az i.e. 3. századra teljesen elnéptelenedett. A 8. században népesült be ismét itt megtelepedő baziliánus szerzeteseknek köszönhetően.

## Népessége
A népesség számának alakulása: 

## Főbb látnivalói
- Palazzo Valicenti (18. század)
- Maria Assunta di Costantinopoli-templom